# السون و ولسون
السون و ولسون یک مجموعهٔ تلویزیونی عروسکی بود که در سال ۱۳۷۴ خورشیدی از شبکهٔ اول سیمای جمهوری اسلامی ایران پخش می‌شد. ناهید محمدیان و کامبیز صمیمی مفخم کارگردانی این مجموعه را که ۲۹ قسمت ۱۳ دقیقه‌ای از آن تولید شده، بر عهده داشتند.

## طرح داستان
این مجموعه دربارهٔ دو پسر بازیگوش با نام‌های «السون» و «ولسون» است که در کلبهٔ کوچکی زندگی می‌کنند. دو خواهر کبوتر در نزدیک خانهٔ آنها، لانه‌ای برای خود ساخته‌اند. شخصیت دیگر، «دون دون» است که سعی دارد به بهانه‌های مختلف، السون و ولسون را وسوسه کند تا شکلات و شیرینی بخورند و دندانهایشان مثل او خراب بشود. او با غمگینی آوازی غم انگیز را سر می داد.

## ویژگی‌ها
این مجموعه پیام‌هایی دربارهٔ بهداشت دهان و دندان را به کودکان منتقل می‌کند. تکنیک عروسکی دستکشی در تهیهٔ این مجموعه استفاده شده. این سریال در سال ۱۳۷۴ در واحد خردسال گروه کودک و نوجوان شبکهٔ اول سیمای جمهوری اسلامی ایران تولید و برای اولین بار از شبکهٔ دو سیمای جمهوری اسلامی ایران پخش شده است.
پروین شمشکی، تهیه کنندهٔ این مجموعه معتقد است «السون و ولسون، چیزی کمتر از «کلاه قرمزی» ایرج طهماسب ندارد و با حضور عروسک‌های جدید می‌تواند به یک کار سینمایی فاخر تبدیل شود... معتقدم به دلیل ریتم جالبی که داشت، می‌تواند با عروسک‌های جدید برای کودکان حال حاضر جذاب و دیدنی باشد.»